# Josef Svoboda (malíř)
Josef Svoboda (24. dubna 1901 Mariánské Lázně – 29. dubna 1945 Praha) byl český malíř a grafik.

## Život
Studoval tři roky u malíře Edvarda Čiháka (1863 – 1935), od něhož převzal zálibu v exotických motivech, a dále u Alessandra de Piana. Cestoval po Evropě a Středomoří a barevně výrazné obrazy z těchto cest jsou z jeho díla nejznámější (maríny, přímořské krajiny, portréty lidí v národních krojích, rybářské scény). Ateliér měl v Praze.

## Galerie

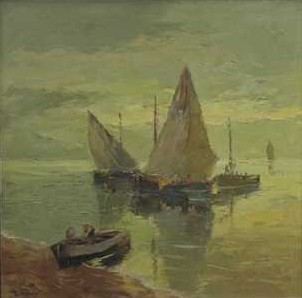
Rybáři
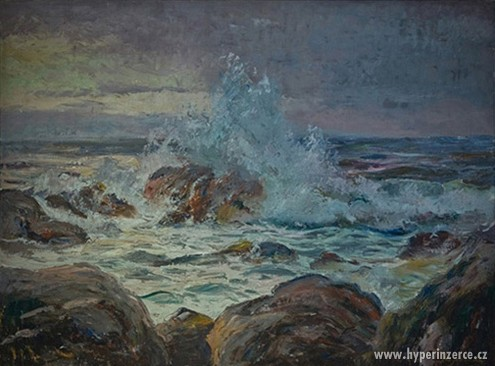
Moře v Bretani
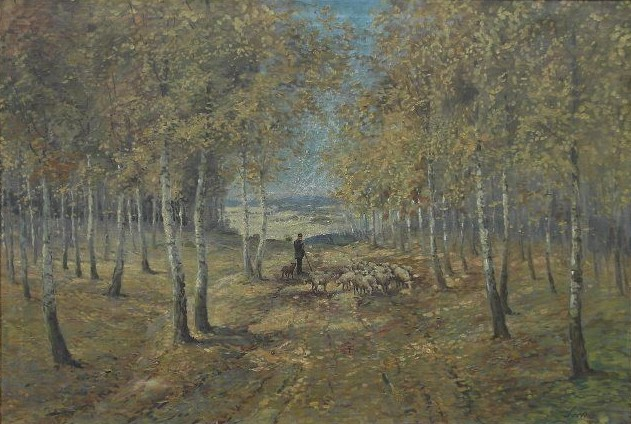
Na pastvě
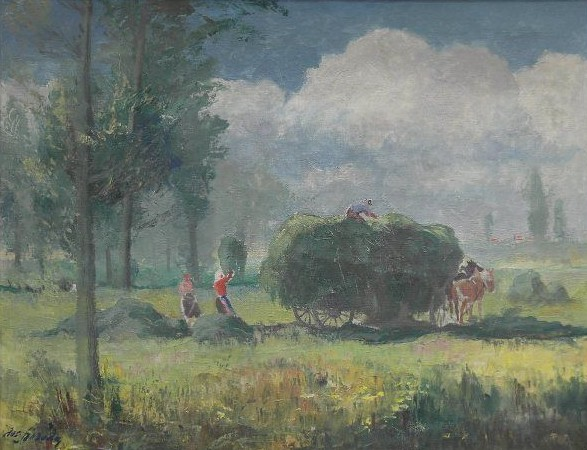
Senoseč
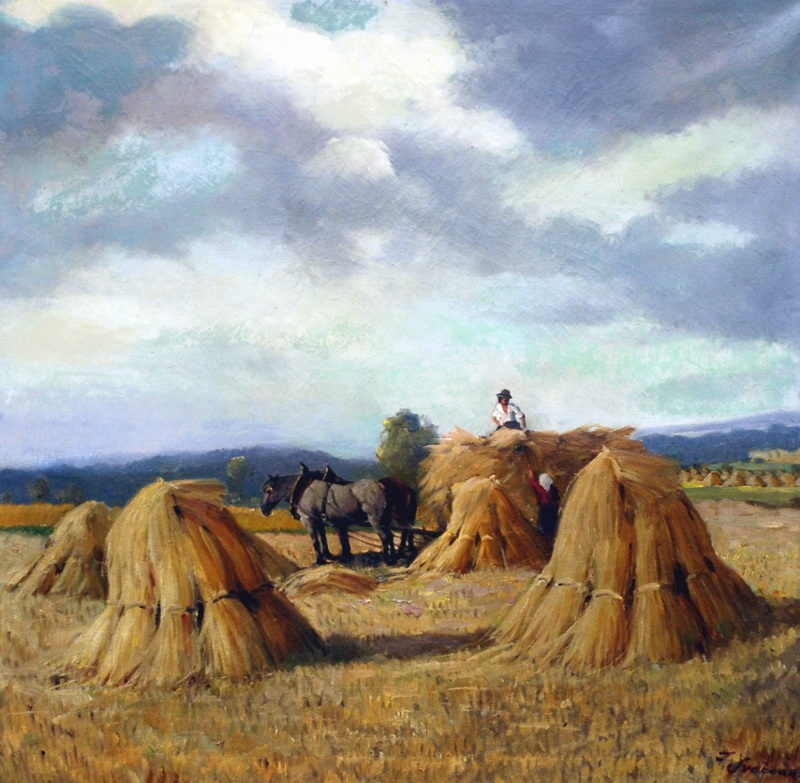
Sklizeň obilí
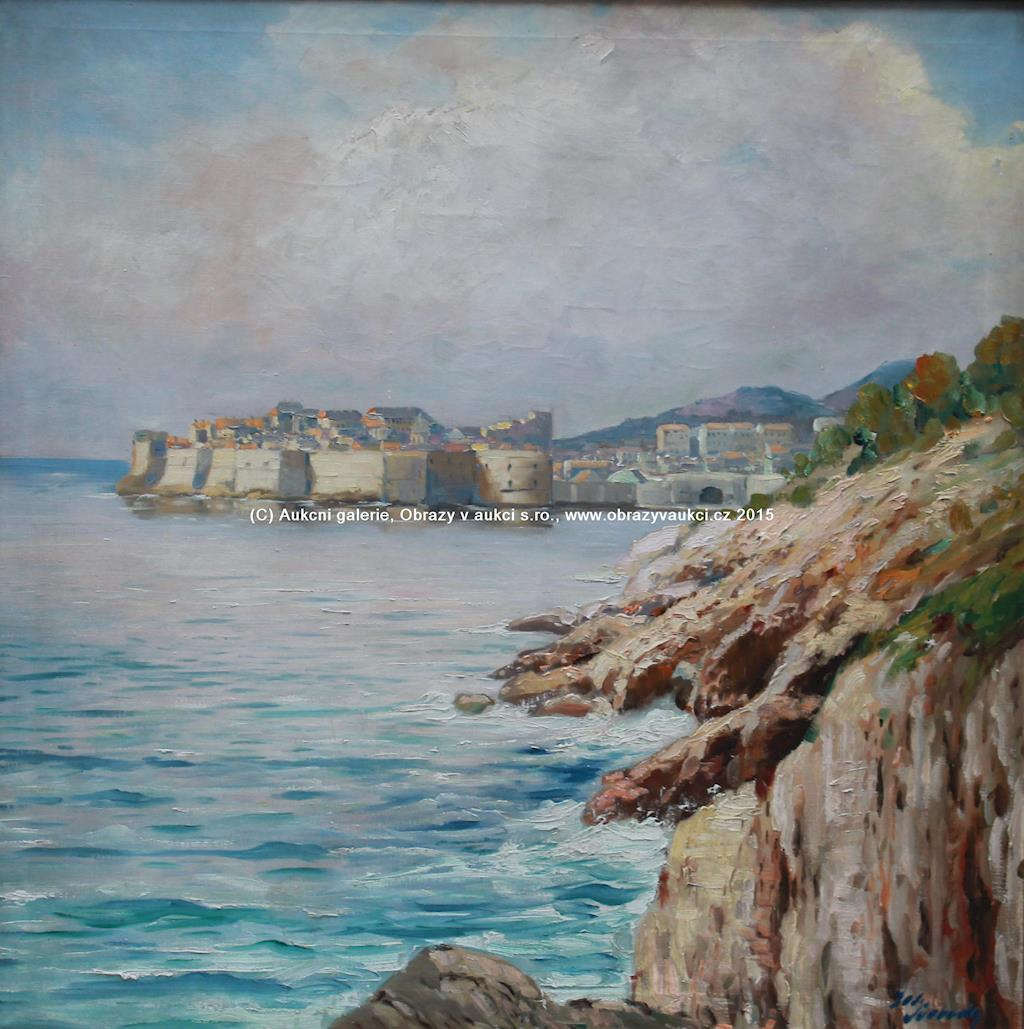
Dubrovník